# Adrian Cruft
Adrian Francis Cruft (* 10. Februar 1921 in Mitcham, Surrey; † 20. Februar 1987 in London) war ein britischer Komponist und Musikpädagoge.

## Leben und Wirken
Musikalisch aufgewachsen ist er an der Westminster Abbey Choir School und später an der Westminster School. Er absolvierte ein Studium der Komposition bei Gordon Jacob und für Dirigieren bei William Henry Reed sowie Reginald Goodall und Kontrabass am Royal College of Music in London von 1938 bis 1940, dann unterbrochen durch den Zweiten Weltkrieg und von 1946 bis 1947 bei Edmund Rubbra setzte er seine Studien fort.
Von 1947 bis 1969 spielt er in allen bekannten Orchestern in London. Seit 1962 war er Professor für Musiktheorie und Komposition am Royal College of Music von in der Zeit von 1972 bis 1975 doziert er Instrumentation an der Guildhall School of Music. Er war lange Zeit Mitglied im Executive Committee of the Composers' Guild und war Mitbegründer des The British Music Information Centre.
Cruft's Œuvre ist sehr breit gefächert.

## Werke

### Werke für Orchester
- 1955 Concertino for clarinet & strings opus 21
- Concertante opus 25 für Flöte, Oboe, Timpani ad lib. und Streicher
- Drei Bagatellen opus 50
- Divertissement opus 28
- Divertimento for string orchestra opus 43
- Elegy for horn and strings opus 52
- Meditation on the Passion Chorale opus 72a
- Prospero's island Overture opus 39
- Traditional Hornpipe Suite
  1. Newcastle and Navvie
  2. Irish’'
  3. Del Caro's
  4. Oak Hill
  5. Fisher's
  6. Billy Bones

### Werke für Blasorchester (incl. Brass-Bands)
- 1962 Tambourlaine Overture opus 38a
- 1971 Stilstone Suite opus 62a
- 1979 Dance Movement
- 1979 Memorial
- 1982 The Duke of Cambridge Suite opus 88
- Actaeon Overture opus 9a
- Concertino für Klarinette und Blasorchester opus 21a
- Deux Chansons sans paroles
- Diptych opus 69a für Brass-Band
- Duke of Cambridge Suite
- Essay on a Phrase opus 85 für Brass-Band
- Little Prelude and Dance opus 68a für Posaune und Blasorchester
- Little Prelude and March opus 60a für Brass-Band
- Little Prelude and Scherzo opus 65a für Brass-Band
- Meditation on the Passion Chorale opus 72c für Blechbläser-Trio und Blasorchester
- Michaelmas Music opus 40b für Brass-Band
- Oxford-Suite opus 36a
- Song Prelude and Passacaglia opus 87 für Brass-Band
- The Island Revisited Fantasy Overture opus 39a
- Threnody and Toccata opus 86 für Brass-Band
- Two Songs without words

### Kantaten und Geistliche Musik
- An hymne of heavenly love Kantate opus 53, für Bariton, zweiteiliger Knabenchor, gemischter Chor, Orgel, Harfe, Schlagzeug und Streichorchester
- All that began with God Motette opus 16, für Chor (SATB) und Streichorchester
- Alma redemptoris mater Kantate opus 54, für Kontra-Alt, Bariton, Chor (SATB), Flöte, Oboe, Violine, Violoncello und Orgel
- A Bemerton cantata opus 59 für Mezzosopran, Chor, Orgel, Streichorchester, Orgel und Schlagzeug
- Benedictus opus 45
- Lutheran Mass opus 64 für zwei ungleiche Chöre (SATB)
  1. Kyrie
  2. Gloria
- Magnificat and Nunc dimittis: Schola Decaniensis opus 33
- Magnificat and Nunc dimittis: Collegium Regale opus 46
- Mass for St. Michael opus 40 - A short service of Holy Communion -
- Medieval prayers opus 82
- Te Deum laudamus opus 35
- Te Deum laudamus opus 44
- Two psalms of praise opus 48

### Kammermusik
- Carillon Suite opus 61 für Klavier Solo
- Chalumeau Suite opus 81 für Klarinette in B und Klavier
- Homage to Johann Sebastian Bach für Violoncello Solo
- Impromptu for clarinet or viola and piano opus 22
- Organ Suite opus 69